# Onthophagus pseudojavanus
Onthophagus pseudojavanus là một loài bọ cánh cứng trong họ Bọ hung (Scarabaeidae).